# De Rue Mosnier met vlaggen
De Rue Mosnier met vlaggen (Frans: La Rue Mosnier aux drapeaux) is een schilderij van Édouard Manet. Hij schilderde het op 30 juni 1878 ter ere van de nationale feestdag. Tegenwoordig is het te zien in het het J. Paul Getty Museum in Los Angeles.

## Voorstelling
De Frans-Duitse Oorlog van 1870-71 en de Commune van Parijs die erop volgde, hadden diepe wonden geslagen in Frankrijk. De eerste jaren erna werden gekenmerkt door grote politieke strubbelingen. Pas tegen het eind van het decennium belandde het land in rustiger vaarwater. De Franse regering greep de wereldtentoonstelling van 1878 in Parijs aan om het hernieuwde zelfbewustzijn aan de wereld te tonen. Om dat te onderstrepen werd 30 juni 1878 tot nationale feestdag uitgeroepen, het fête de la paix (vredesfeest). Op deze dag heerste er in Parijs een uitgelaten en feestelijke stemming met festiviteiten tot diep in de nacht. Twee jaar later koos de regering een nieuwe datum voor de feestdag: 14 juli.
Van 1872 tot 1878 bezat Manet een atelier in de Rue de Saint-Pétersbourg in een nieuw aangelegd deel van het 8e arrondissement. Vanuit zijn raam keek uit op de Rue Mosnier, tegenwoordig de Rue de Berne. Op 30 juni was deze straat, net als de rest van Parijs, versierd met de Franse driekleur, een aanhankelijkheidsbetuiging aan de jonge republiek. Manet legde dit tafereel en de voorbereidingen erop in trefzekere penseelstreken op een aantal doeken en tekeningen vast.
Manet was niet de enige schilder die op 30 juni aan de slag ging. Ook Claude Monet legde de feestdag vast, bijvoorbeeld op
De Rue Montorgueil in Parijs. Waar dit laatste schilderij opvalt door de jubelende stemming die eruit spreekt, heeft De Rue Mosnier met vlaggen een dubbelzinniger karakter. Naast de vlaggen, de rijtuigen en de elegant geklede personen is links immers een invalide man op krukken te zien, wellicht een veteraan van de voorbije oorlog. Hij loopt langs een terrein waar puin is achtergelaten van de uitbreiding van het spoorwegemplacement van het nabijgelegen Gare Saint-Lazare. Zoals eerder al in werken als De oude muzikant had Manet duidelijk oog voor de schaduwkanten van de voorspoed en vooruitgang.

## Afbeeldingen

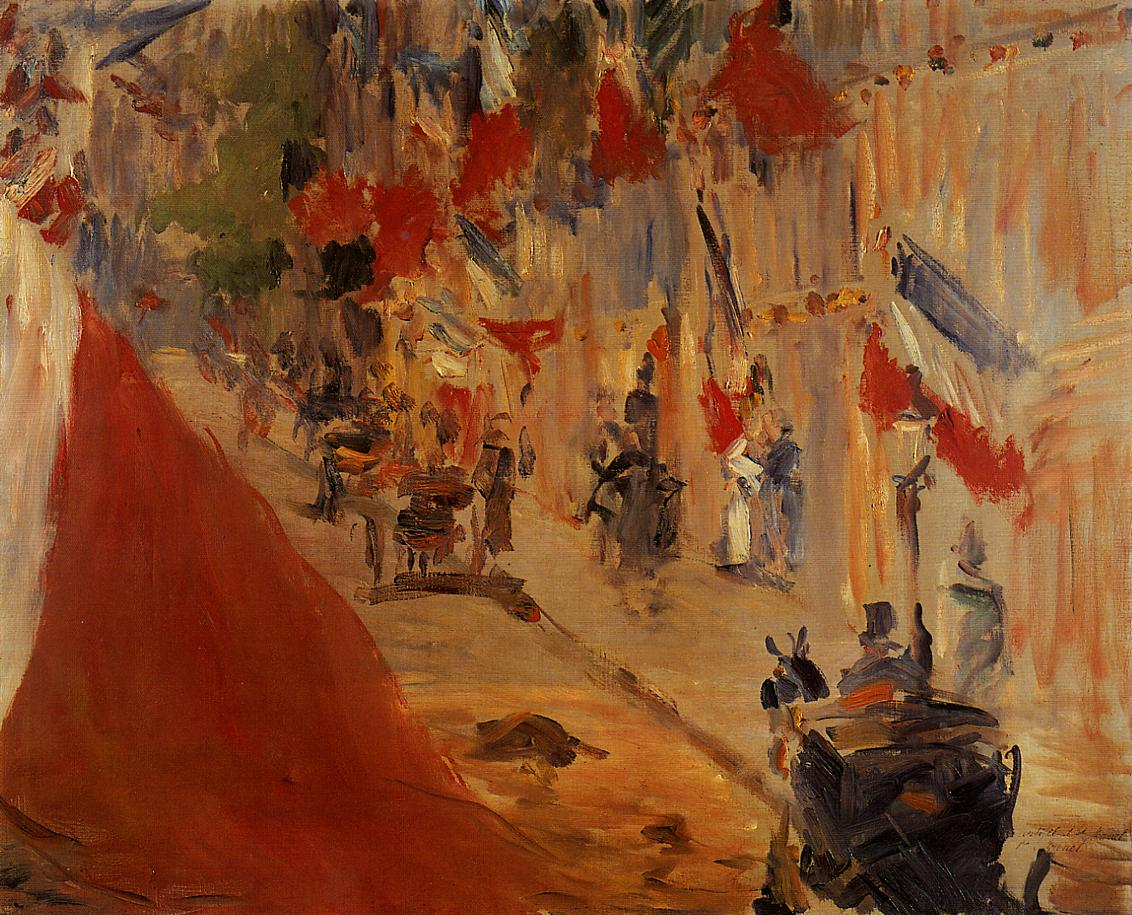
De Rue Mosnier met vlaggen (1878)
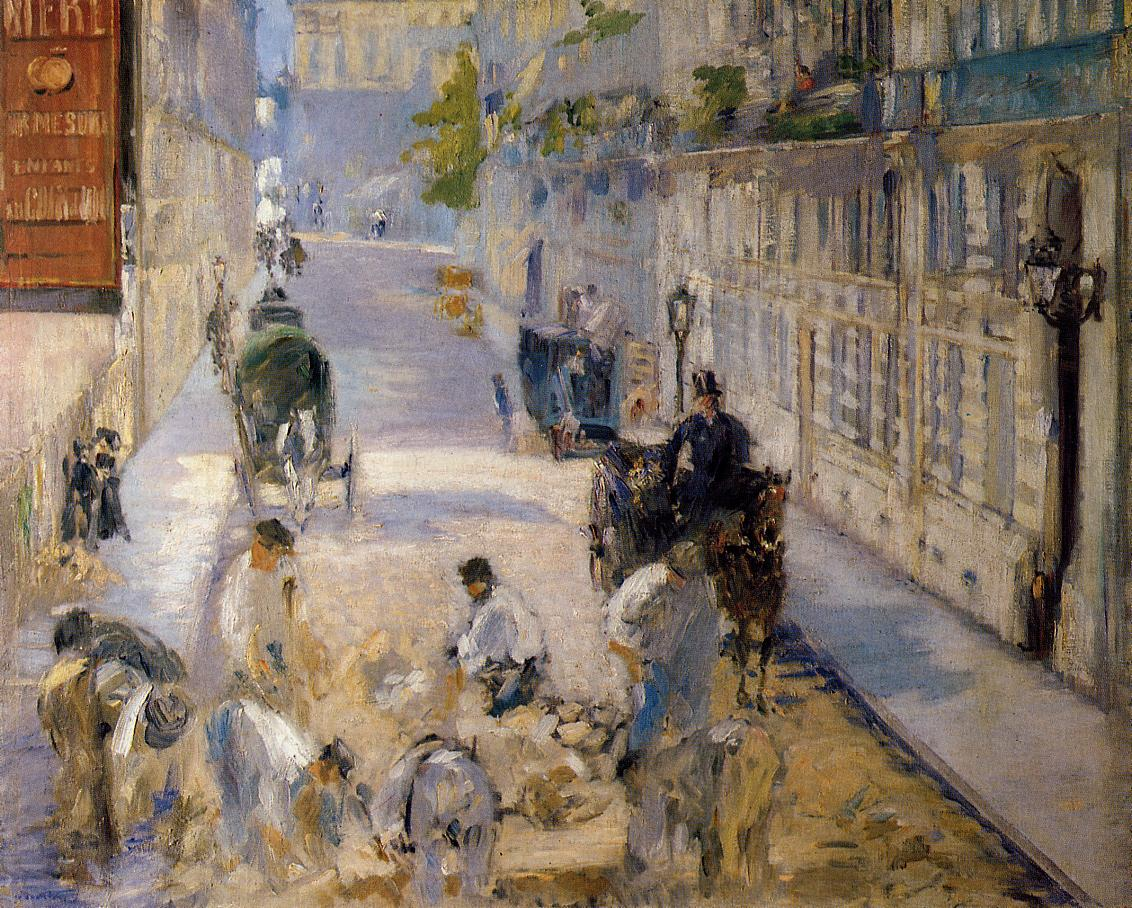
Stratenmakers in de Rue Mosnier (1878)
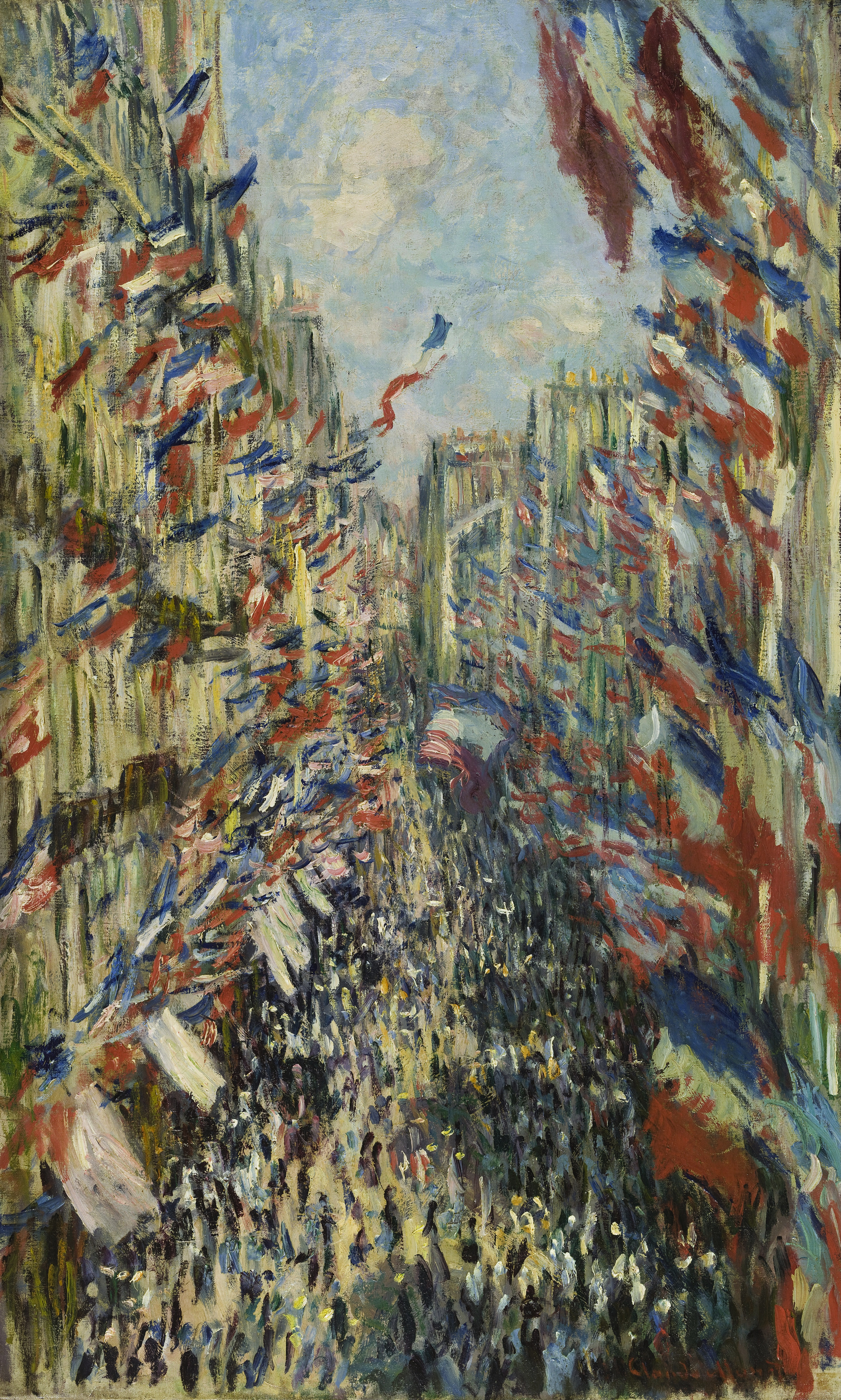
De Rue Montorgueil in Parijs. Feestdag op 30 juni 1878 - Claude Monet
De oude muzikant (1862)